# 7,5 cm KwK 40
7,5 cm KwK 40 (7,5 cm Kampfwagenkanone 40) – niemiecka armata czołgowa kalibru 75 mm z okresu II wojny światowej używana jako główne uzbrojenie czołgu średniego PzKpfw IV od wersji Ausf. F2, a także dział pancernych Sturmgeschütz III i Sturmgeschütz IV (jako uzbrojenie dział pancernych znane było jako StuK 40 - Sturmkanone 40). Produkowane było w dwóch wersjach różniących się długością lufy L/43 i L/48.
Pociski były odpalane elektrycznie, zamek półautomatyczny, armata używała amunicji scalonej.

## Amunicja
- Pzgr 39 (przeciwpancerny z czepcem oraz z czepcem balistycznym
- Pzgr 40 (przeciwpancerny z rdzeniem sztywnym (podkalibrowy)
- Gr 38 HL/B (kumulacyjny)
- Gr 38 HL/C (kumulacyjny)
- Sprgr 34 (burzący)

## Pojazdy używające 7,5 cm KwK 40

### L/43
- SdKfz.161/1 Panzerkampfwagen IV Ausf. F2
- SdKfz.161/1 Panzerkampfwagen IV Ausf. G
- SdKfz.142/1 Sturmgeschütz III (StuG III) Ausf. F

## L/48
- SdKfz.161/2 Panzerkampfwagen IV Ausf. G/H/J
- SdKfz.142/1 Sturmgeschütz III (StuG III) Ausf. F/8
- SdKfz.142/1 Sturmgeschütz III (StuG III) Ausf. G
- SdKfz.167 Sturmgeschütz IV (StuG IV)